# Brabantse Pijl 2005
De 45e editie van de Brabantse Pijl (Frans: Fleche Brabançonne) vond plaats op zondag 27 maart 2005. Voor de eerste keer werd deze eendaagse Belgische wedstrijd gewonnen door de Spanjaard Óscar Freire. De koers ging over een afstand van 198,3 kilometer, met de start in Zaventem en de finish in Alsemberg. In totaal wisten 75 renners de eindstreep te bereiken.

## Uitslag
| Brabantse Pijl 2005 |                 |                       |          |
| Plaats              | Naam            | Ploeg                 | Tijd     |
| Winnaar             | Óscar Freire    | Rabobank              | 4u31'16" |
| 2                   | Marc Lotz       | Quick Step-Innergetic | z.t.     |
| 3                   | Axel Merckx     | Davitamon-Lotto       | z.t.     |
| 4                   | Wim Van Huffel  | Davitamon-Lotto       | + 41"    |
| 5                   | Karsten Kroon   | Rabobank              | + 42"    |
| 6                   | George Hincapie | Discovery Channel     | z.t.     |
| 7                   | Nick Nuyens     | Quick Step-Innergetic | z.t.     |
| 8                   | Simon Gerrans   | AG2R Prevoyance       | z.t.     |
| 9                   | Vladimir Goesev | Team CSC              | z.t.     |
| 10                  | Sébastien Joly  | Crédit Agricole       | z.t.     |

1961 · 1962 · 1963 · 1964 · 1965 · 1966 · 1967 · 1968 · 1969 · 1970 · 1971 · 1972 · 1973 · 1974 · 1975 · 1976 · 1977 · 1978 · 1979 · 1980 · 1981 · 1982 · 1983 · 1984 · 1985 · 1986 · 1987 · 1988 · 1989 · 1990 · 1991 · 1992 · 1993 · 1994 · 1995 · 1996 · 1997 · 1998 · 1999 · 2000 · 2001 · 2002 · 2003 · 2004 · 2005 · 2006 · 2007 · 2008 · 2009 · 2010 · 2011 · 2012 · 2013 · 2014 · 2015 · 2016 · 2017 · 2018 · 2019 · 2020 · 2021 · 2022 · 2023 · 2024